# المدرسة الهندية الدولية (الدمام)
المدرسة الهندية الدولية في الدمام أو معهد الدراسات الدولي (سابقًا مدرسة السفارة الهندية بالدمام) هي مدرسة هندية متوسطة المستوى للغة الإنجليزية من الصف الثاني عشر في المملكة العربية السعودية، وهي أكبر مدرسة في منطقة الشرق الأوسط وشمال إفريقيا من حيث عدد الطلاب. معظم طلابها البالغ عددهم 18,000 طالب يأتون من كل من الدمام والخبر وحولها. تأسست في عام 1982 مع 250 طالبًا و 15 مُدرسًا وافتتحها رئيس الوزراء الهندي آنذاك انديرا غاندي . في عام 2006، تم تقسيمها إلى مبنيين مُنفصلين، أحدهما للأولاد والآخر للبنات. الآن، هُناك أكثر من 10,000 طالب، والكثير منهم غادروا إلى الهند.